# Pierre Bossan
Pierre-Marie Bossan est un architecte catholique français, né le 23 juillet 1814 à Lyon, et mort le 23 juillet 1888 à La Ciotat.

## Biographie

### Jeunesse et formation
Pierre-Marie Bossan, né le 23 juillet 1814 au no 9 de la place Louis-le-Grand est baptisé deux jours après dans l'église Église Saint-François-de-Sales de Lyon. Aîné de sept enfants, il grandit dans une famille chrétienne modeste. Son père, Étienne Bossan (1781-1839) est un tailleurs de pierre talentueux et reconnu, sa mère, Marie Françoise Mélanie Clémençon (1793-1850) est de Marseille.
Après des études primaires, son père l'inscrit en 1824 à l'École des Beaux-Arts de Lyon, mais manquant de connaissances, c'est un échec. Il va d'abord faire des études secondaires et assister son père sur les chantier avant d'y être envoyé une seconde fois dix ans plus tard en 1834. Cette fois-ci c'est une franche réussite, élève d'Antoine-Marie Chenavard, il repart au bout d'un an avec une médaille d'or et le premier prix de fin d'année. Ses succès lui valurent de poursuivre sa formation à l'atelier d'Henri Labrouste à Paris en 1836, il y restera jusqu'à ce que sa mère le rappelle à Lyon pour subvenir aux besoins de sa famille à la suite du décès de son père en 1839.

### Premières commandes

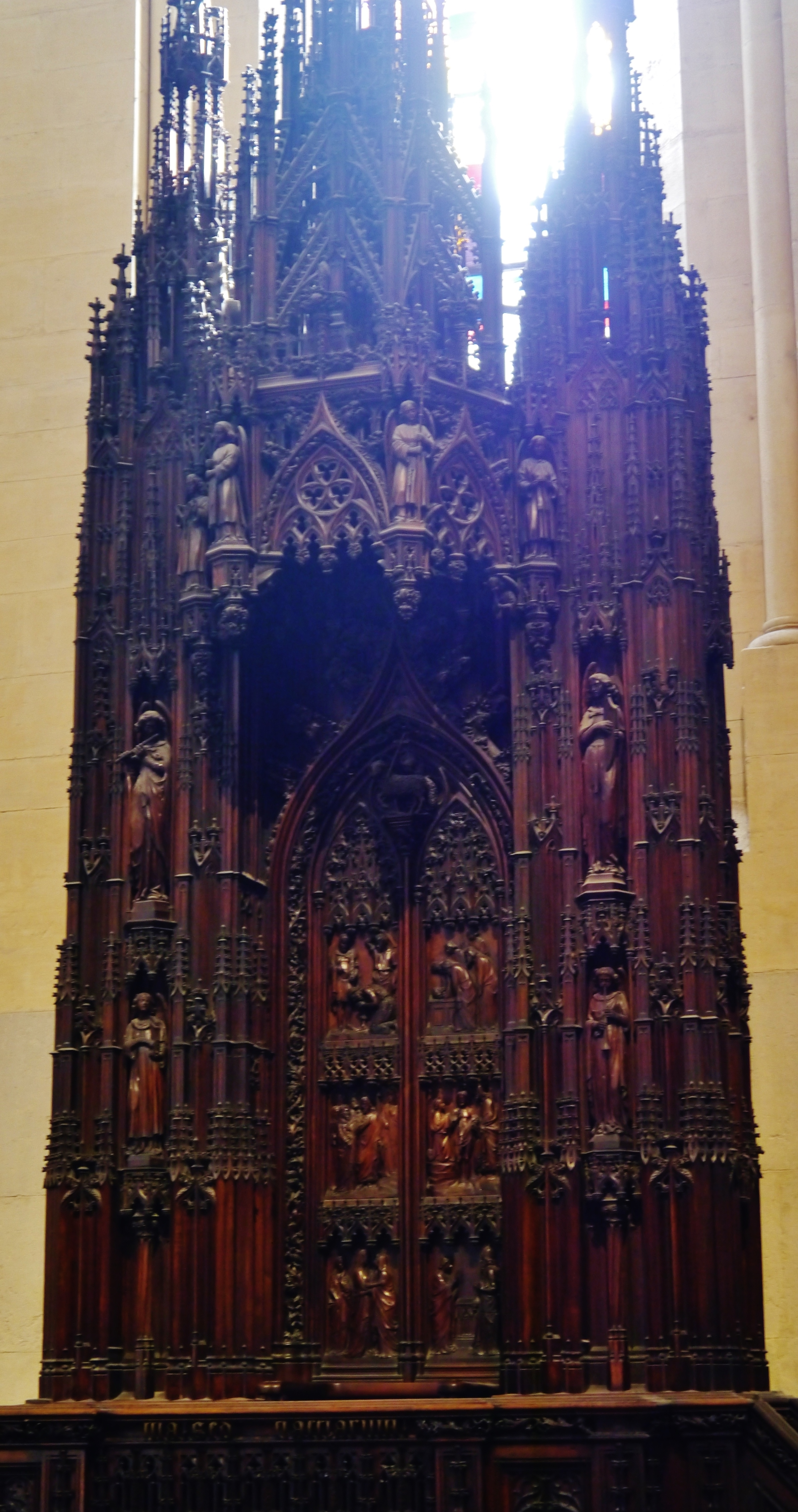
Cathèdre de la primatiale Saint-Jean de Lyon

De retour à Lyon à 25 ans, il commence par superviser l'achèvement des chantiers commencés par son père. Ces travaux lui valent d'être nommé en 1842 par le cardinal de Bonald, architecte du diocèse poste qu'il occupera jusqu'en 1849.
Dans le cadre de ses fonctions il se voit confier la réalisation d'une église neuve pour remplacer l'église de la commanderie du temple qui croule : c'est Saint-Georges qu'il bâtit en 1845, dans un style gothique très académique or si elle ne porte pas la marque de l'artiste, elle reste une réussite néogothique. Dans les mêmes années il réalise aussi la cathèdre de la primatiale Saint-Jean de Lyon en style néogothique flamboyant, plus tard il la traitera « péché de jeunesse ». Il réalise aussi à cette période l'église saint Joseph de Tassin-la-Demi-Lune (détruite en 1971) et la chapelle des jésuite rue Sala (détruite en 1861). Mais ses revenus étaient trop maigres pour sa famille ce qui le pousse à quitter Lyon.

### Voyage en Italie
Motivé par son jeune frère ingénieur, Anthelme-Joseph, il se lance dans une société de production de gaz pour l'éclairage public en tant qu'architecte industriel en 1847. Pour développer le marché, il part en Italie accompagné de son frère avec l'espoir de faire fortune rapidement. En ces années mouvementées de réunification italienne, les affaires n'étaient pas fleurissantes. Bossan profitait alors de son temps libre pour découvrir et étudier l'architecture italienne.

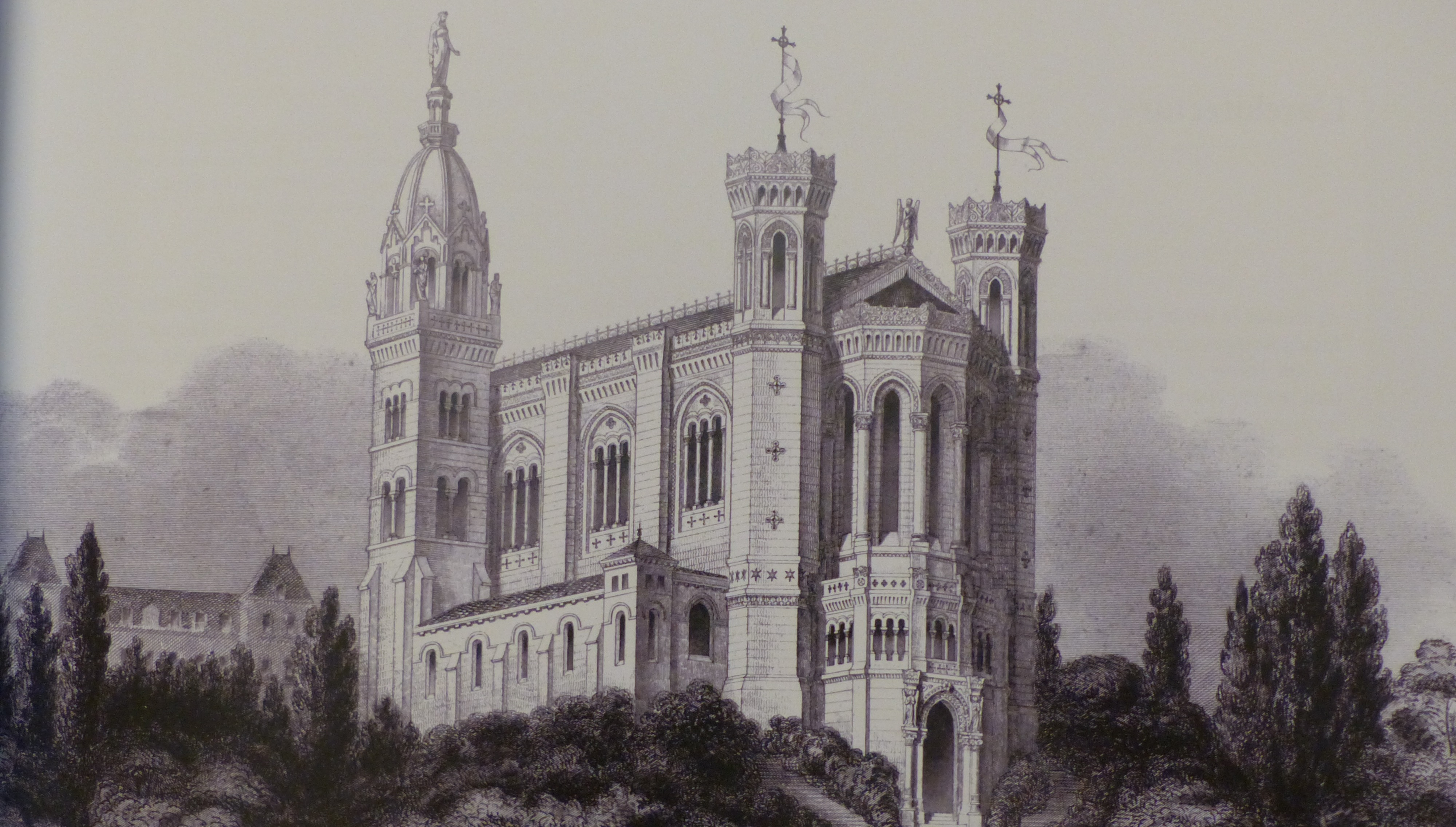
Première esquisse de la future basilique diffusée en 1856

Pensant faire de meilleures affaires, les deux frères partent pour Palerme. Le moment ne pouvait pas être plus mal choisi la ville et l'île avec elle se soulève contre le Ferdinand II ce qui provoque un blocus de l'île. Alors qu’ils sont bloqués dans la ville, Anthelme-Joseph est frappé par le choléra. Par crainte de la contagion, les habitants refusent d’intervenir, laissant Pierre assister seul à l’agonie de son frère, sans pouvoir lui prodiguer les soins nécessaires, avant de l'enterrer lui-même. Il sortira profondément marqué, tant physiquement que psychologiquement, de cette terrible épreuve. Malgré tout, en Sicile, il fait la découverte de l'architecture arabo-normande, la cathédrale Santa Maria Nuova ou encore la Chapelle palatine vont marquer durablement son style personnel.
La société est en faillite et les actionnaires demandent des dividendes, il est ruiné. Pour éviter les ennuis, Bossan reste à Rome où il complète ses études avec l'argent qui lui reste. Ce serait là que ses premières idées pour Fourvière auraient pris forme. Mais bientôt, il est obligé de rentrer pour s'occuper de ses sœurs à la suite de l'annonce du décès de leur mère.

### Retour à Lyon et conversion

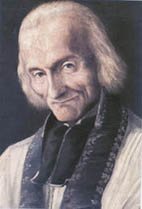
Saint Jean-Marie Vianney

Repartant de zéro, il ouvre un cabinet d'architecture, il vit alors avec ses trois sœurs qui sont très pieuses —ce qui n'est plus le cas de Pierre qui s'est éloigné de la foi. Touché par leur prière, il s'en va à Ars à cause de la réputation du curé, Jean-Marie Vianney. Cette rencontre bouleversa sa vie, il y vit une totale conversion.
Il resta un intime du saint curé d'Ars pour qui il dessina la basilique sainte Philomène. C'est le curé d'Ars qui discerna les vocations religieuses de ses trois sœurs qui rentrent dans les ordres en 1852, deux chez les filles de la charité et Marie-Aimée chez les visitandines —pour qui il réalisa en 1854 le couvent de la visitation Sainte-Marie de Fourvière, le laissant seul. C'est à partir de ce moment que les commandes s'accélèrent et que son style s'affermit.

« Ars en me donnant la foi m'a donné la liberté »

— Pierre Bossan

### L'école d'art religieux de Valence et la "nébuleuse Bossan"

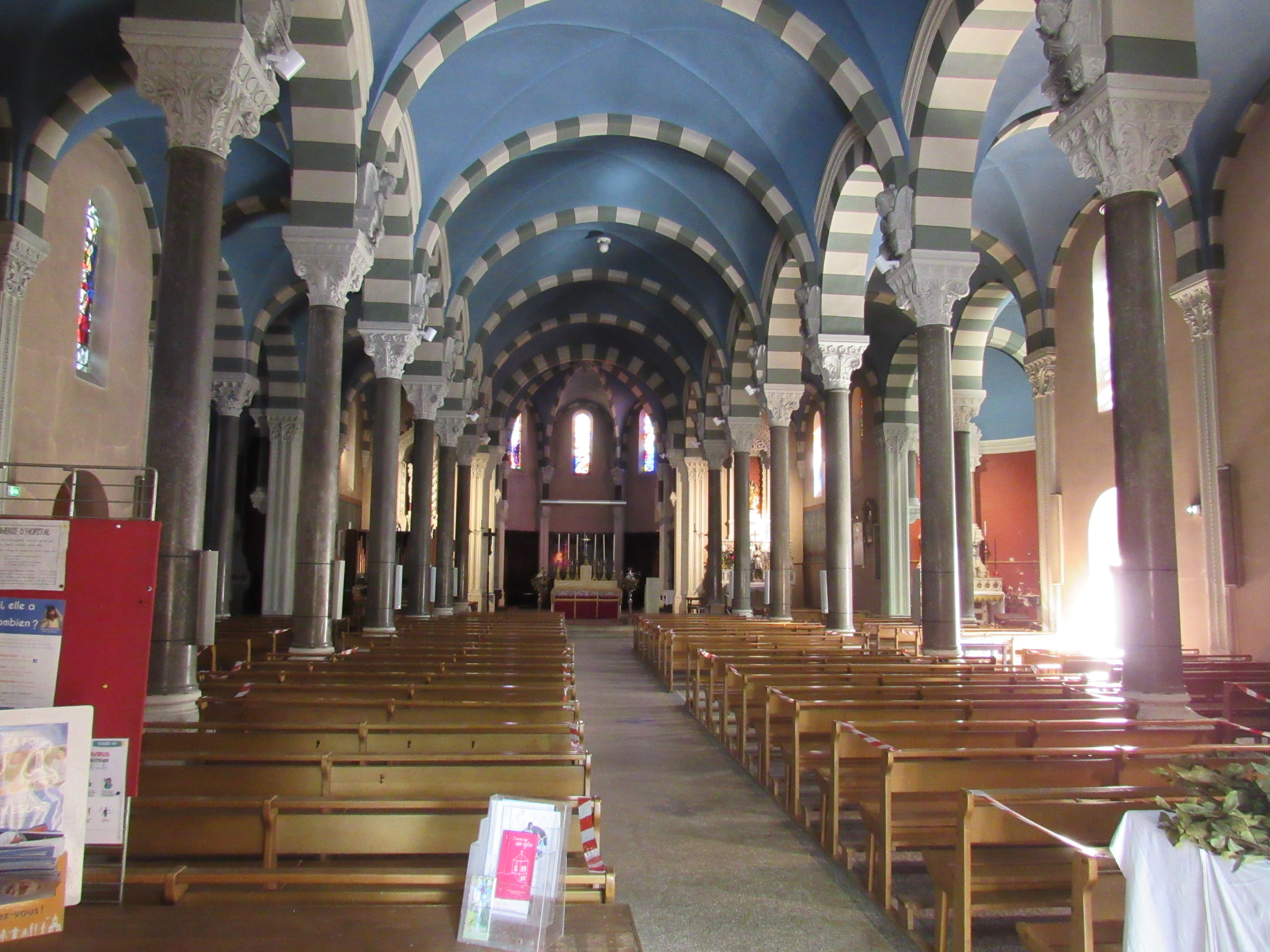
Aménagement intérieur de l'église Notre-Dame de Valence, réalisé par Pierre Bossan

En raison de sa santé, il passait tous ses hivers à Marseille. En 1861, il coupe son voyage en deux à Valence, le temps est beau, il décide de s'y installer provisoirement. Rapidement, il est mis en lien avec l'abbé Didelot curé de l'église Notre-Dame et amateur d'art qui le fait habiter chez lui. Rapidement ils tombent d'accord sur l'absence de formation aux arts religieux et c'est ainsi qu'ils créent une école d'art religieux dans le presbytère de l'abbé en 1863 afin d'inspirer et de former toute une génération d'artistes au sein d'une corporation chrétienne. Cette école formera beaucoup des futurs collaborateurs de Pierre Bossan, qui lui permirent de gérer de front autant de chantiers simultanément. C'est le cas notamment de l'architecte Joannis Rey (1850-1919) ou des sculpteurs Charles Dufraine (1827-1900) et Paul-Emile Millefaut (1848-1907). Il dirige l'école jusqu'en 1871 avant de laisser sa place à Joannis Rey pour s'installer définitivement à La Ciotat en raison de sa santé.

### La basilique Notre-Dame de Fourvière, l'achèvement d'une vie

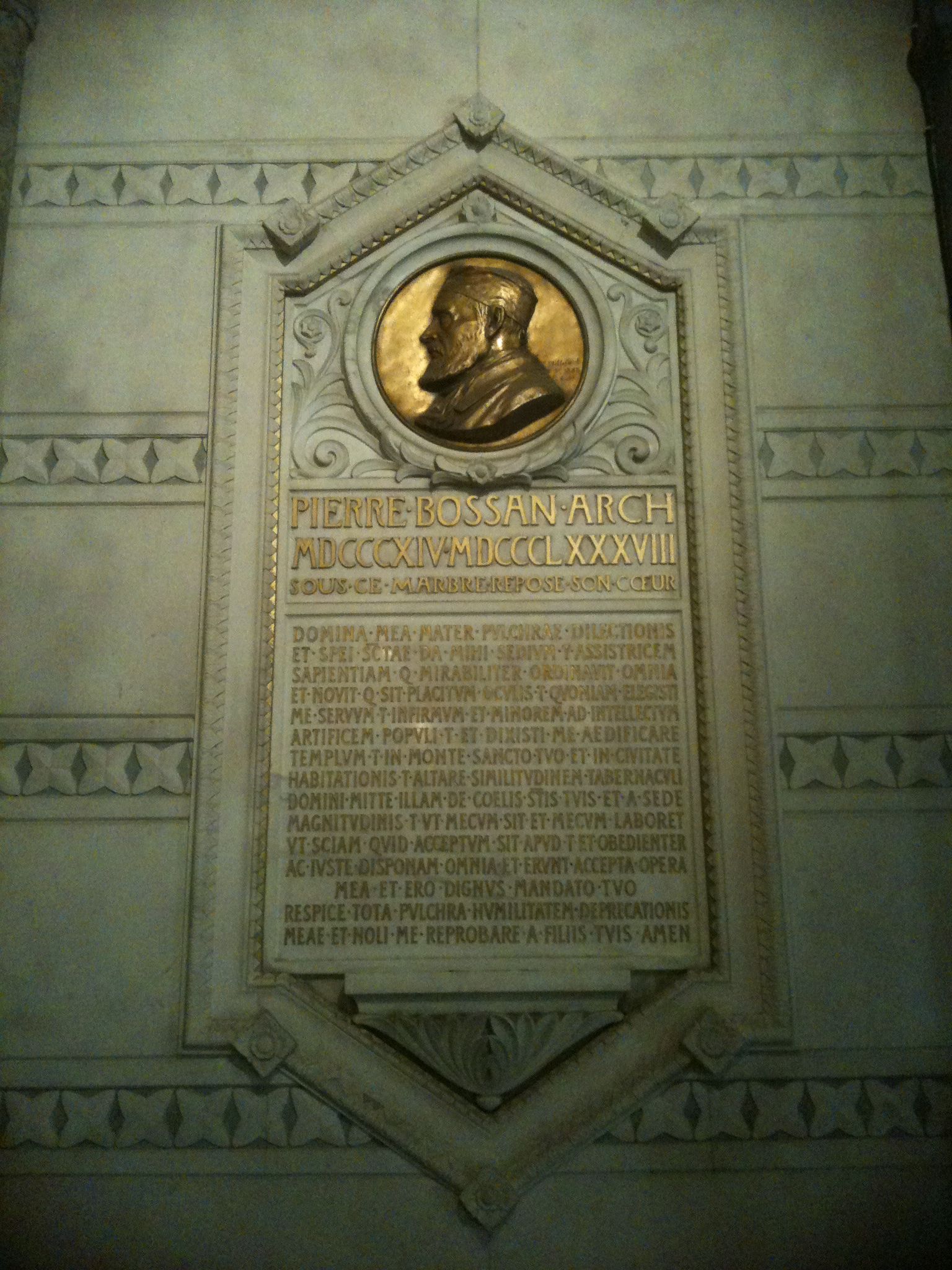
Monument à Pierre Bossan, Paul-Émile Millefaut, basilique Notre-Dame de Fourvière

Lorsque Pierre Bossan se retire à La Ciotat, cela fait quelques années que le projet de Fourvière mûrit lentement. Déjà, en 1856 il avait proposé un premier dessin qui avait reçu une réaction mitigée faute d'adhésion et de moyens. Toutefois, la commission choisit de lui permettre d’affiner ses plans à Rome, où il séjourne en 1859 et 1860. Puis le projet est mis en sommeil jusqu'au 8 octobre 1870, lorsque les lyonnais demandent la protection de la vierge Marie et promettent en retour de lui édifier un sanctuaire. À la suite de la préservation de la ville de Lyon de l'invasion prussienne, la décision est prise de bâtir la basilique Notre-Dame de Fourvière. Le projet de Bossan va se réaliser. Après plusieurs mois consacrés aux fondations, la première pierre est posée le 7 décembre 1872. Bien que retiré à La Ciotat, Bossan reste très présent : les travaux sont confiés à Louis Sainte-Marie Perrin, mais ce dernier doit lui envoyer chaque jour un compte rendu détaillé de l’avancement du chantier.

« Jamais je n'aurais espéré un collaborateur aussi accompli »

— Pierre Bossan (au sujet de Louis Sainte-Marie Perrin), Semaine religieuse du diocèse de Lyon

### Retraite et mort

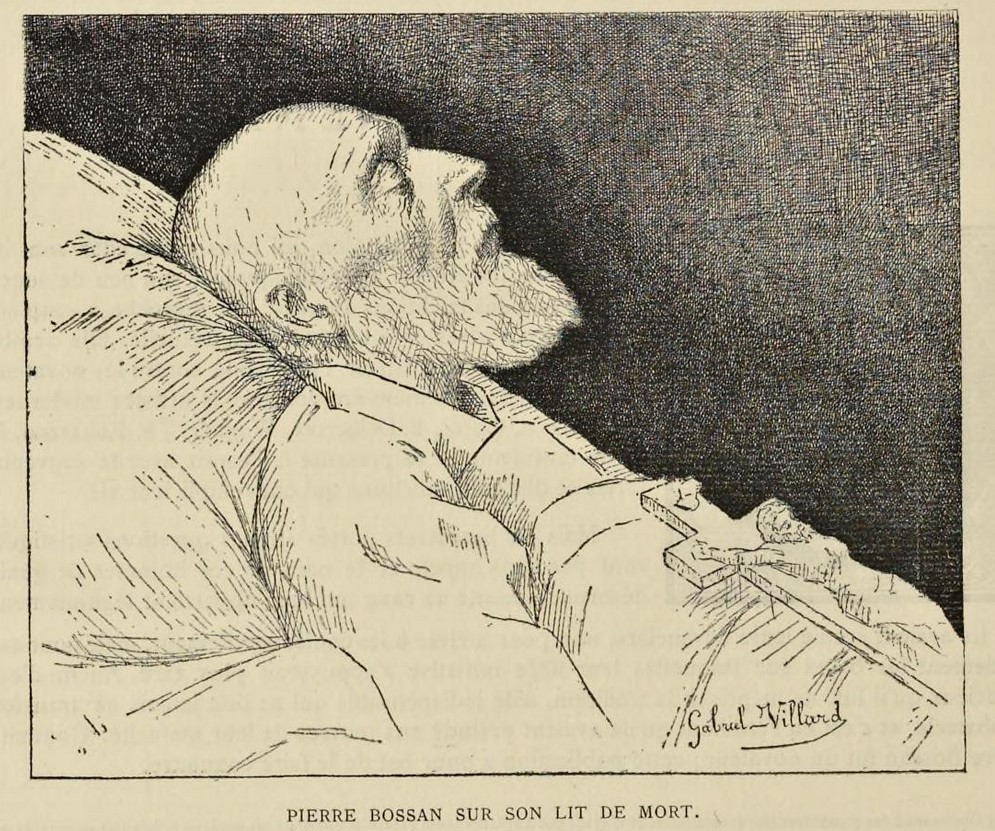
Pierre Bossan sur son lit de mort

Dans sa retraite, quasiment seul et dans une pauvreté absolue, Bossan continue à dessiner, en particulier la statuaire et le mobilier de sa grande œuvre de Fourvière. Ses continuateurs viennent travailler auprès de lui, c'est le cas de son successeur à Fourvière, Louis Sainte-Marie Perrin —qui vient même travailler des semaines entières— mais aussi de Joannis Rey —qui travaillait sur beaucoup de chantiers initiés avec son maître— ou encore le sculpteur Paul-Émile Millefaut.
Le 21 juillet 1888 lors d'une balade dans son jardin de La Ciotat il est victime d'une crise d'apoplexie. Après une agonie de 36 heures au cours de laquelle il reçut les derniers sacrements, il meurt le 23 juillet entouré de l'abbé Didelot avec qui il avait créé l'école d'art religieux de Valence. Ses funérailles sont célébrées d'abord à La Ciotat puis très solennellement le 28 juillet dans la crypte de la Basilique Notre-Dame de Fourvière où son cœur est déposé. Il est enterré à Lyon au cimetière de Loyasse.

## Distinctions
- Commandeur de l'ordre de Saint-Grégoire-le-Grand[12]reçue à Lyon de la main du cardinal Caverot en 1885[13]
- Chevalier de l'ordre de l'ordre de Saint-Sylvestre[14]

## Le «style Bossan»
Souvent qualifié de néo-gothique, de néo-roman, de romano-byzantin ou même de gréco-romano-gothique, le style de Pierre Bossan échappe aux catégories strictes. Bien qu’aisément reconnaissable, son style demeure inclassable, fruit d’un mélange original d’influences orientales et occidentales, antiques et médiévales.

### Une évolution marquée par Rome et Ars

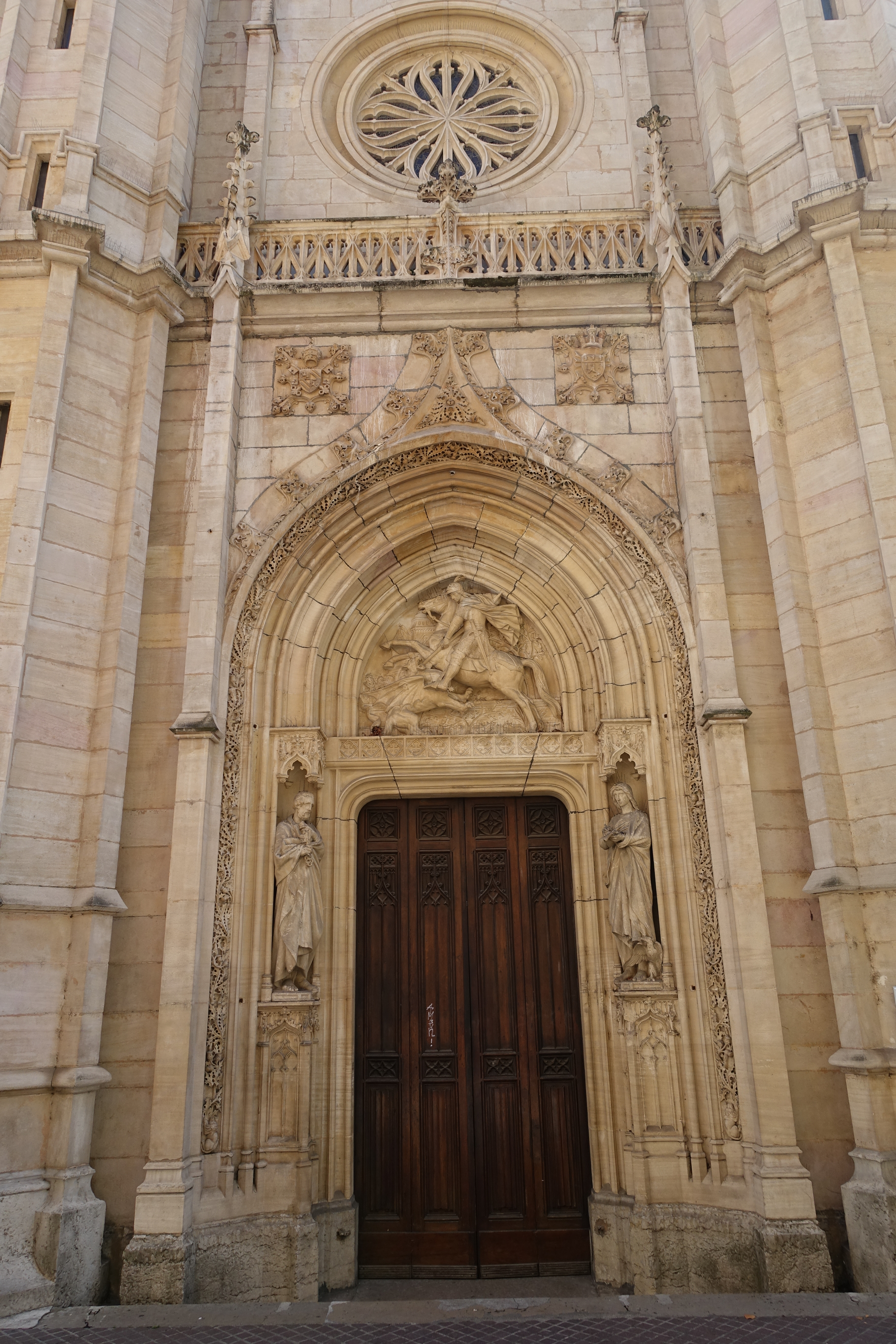
Porche de l'église Saint-Georges de Lyon

Bossan commence sa carrière par ce qu’il appelle lui-même de « l’architecture archéologique», selon une approche historiciste rigoureuse très en vogue au XIXe siècle. Plus expérimenté, il parlait de ses premiers projets qu’il qualifiait de « péché de jeunesse ». Le véritable tournant stylistique s’opère à la suite de son séjour à Rome et en Sicile, où il découvre les grandes basiliques paléochrétiennes, l’art byzantin et arabo-normand. Délaissant progressivement le néo-gothique, il s’oriente vers une synthèse plus personnelle des styles romans et orientaux. L'autre grand tournant est son retour au catholicisme après sa rencontre avec le curé d'Ars.

« L’Italie m’a donné la direction, Ars m’a donné l’indépendance. J’ai vu dans cette belle Italie les grandeurs sévères du catholicisme s’unir aux élégances antiques. Voici l’union que je veux poursuivre. Ars en me donnant la foi m’a donné la liberté. Je saurai briser les liens de la formule archéologique ; je ne serai ni plagiaire, ni novateur, je serai chrétien. »

— Pierre Bossan, La Basilique de Fourvière : ses origines, son esthétique, son symbolisme, (Sainte-Marie Perrin)

### Affirmation d’un style: Couzon-au-Mont-d’Or

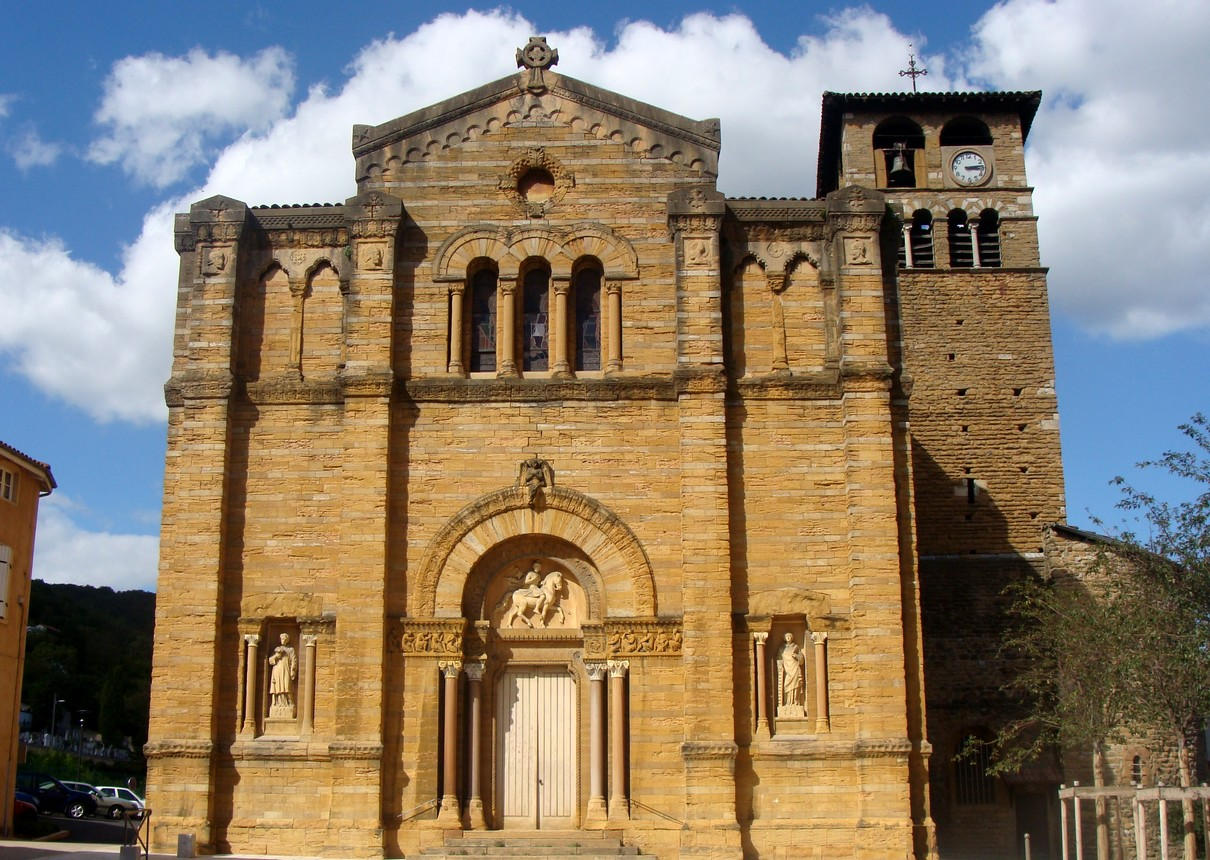
Église Saint-Maurice de Couzon-au-Mont-d'Or

L’église Saint-Maurice de Couzon-au-Mont-d’Or (1857-1863) marque une étape décisive. Si l’extérieur reste encore relativement sobre, le traitement de la pierre y révèle déjà une recherche de polychromie inspirée de l’architecture byzantine, par le jeu d'alternances bichromes. Les volumes intérieurs annoncent ceux de ses œuvres plus tardives, et la façade peut être mise en parallèle avec celle de l’église Saint-Jean-Apôtre de Régnié-Durette, pourtant édifiée plus de dix ans plus tard. L’intérieur présente des décors colorés, foisonnants et très organiques, ce qui restera une constante tout au long de sa vie.

### Un manifeste discret: Saint-Thomas-d’Aquin d’Oullins

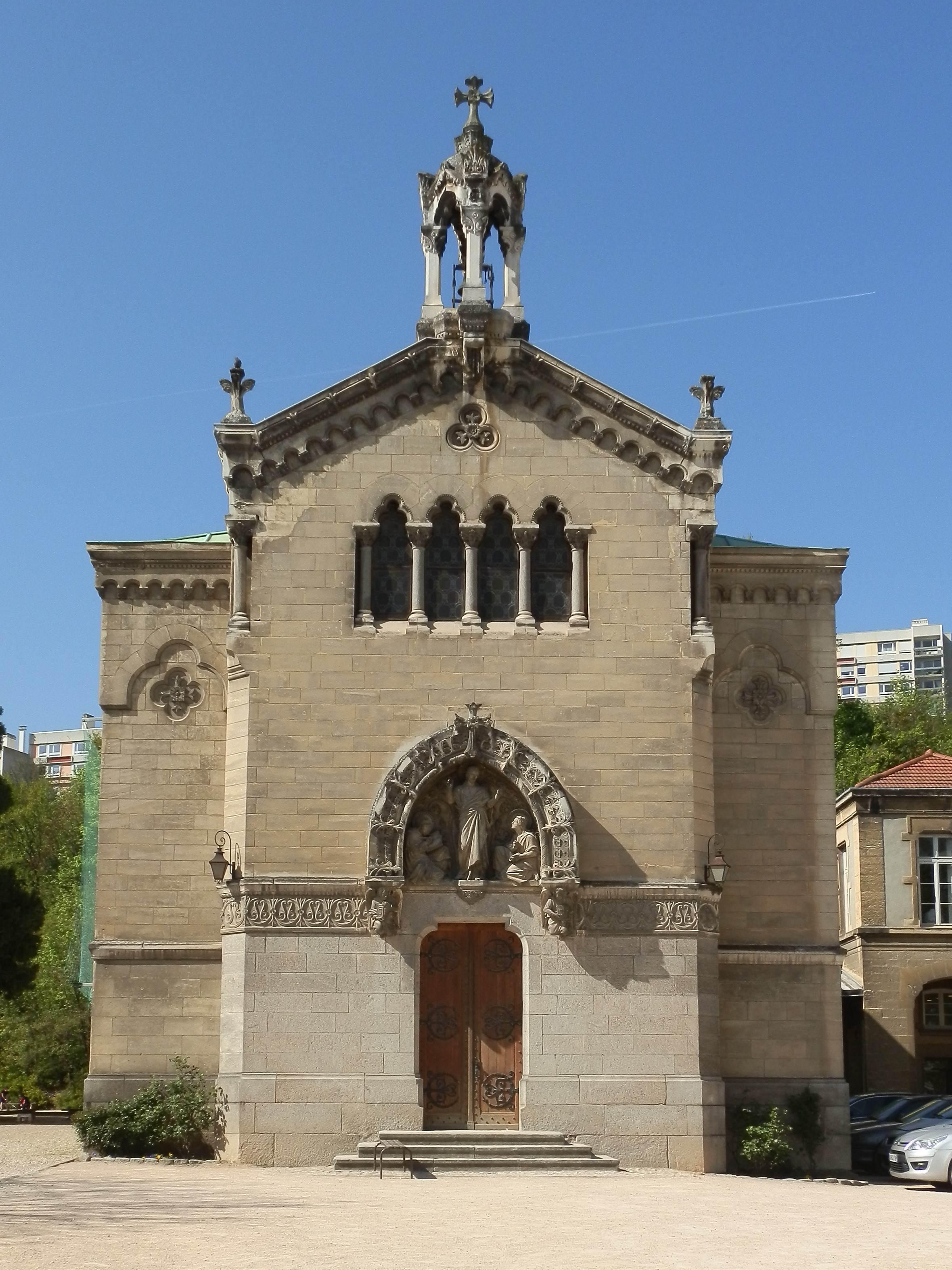
Façade de la chapelle de Saint-Thomas-d'Aquin

Si la basilique de Fourvière est souvent perçue comme l’aboutissement de son œuvre, elle n’en représente pas nécessairement l’essence. Bossan a, tout au long de sa carrière, réduit l’ampleur de ses projets pour des raisons budgétaires, ce qui l’a conduit à développer un style condensé, mais expressif. La chapelle Saint-Thomas-d’Aquin d’Oullins constitue en cela un manifeste plus fidèle à sa pensée architecturale, les pères dominicains lui laissant une liberté totale de création. Elle rassemble plusieurs éléments caractéristiques : des matériaux choisis avec un soin particulier par Bossan lui-même, fin connaisseur de la pierre — un savoir transmis par son père, tailleur de pierre —, un riche programme iconographique peint par Paul Borel, des décors de Jacobé Razuret, une statuaire de Charles Dufraine et un mobilier liturgique alliant métaux et pierres d’une grande cohérence, incluant notamment un ciborium central en harmonie avec les dais sculptés des statues.

« Je travaille pour des œuvres religieuses ordinairement sans ressources. Je ne mets dans mes bâtisses que tout juste le matériel qu'il faut et ainsi je diminue les dépenses. »

— Pierre Bossan, Semaine religieuse du diocèse de Lyon, 1911

### Principes récurrents de son architecture
Bossan adopte fréquemment des soubassements en grès élevés, les angles des murs sont adoucis par des chanfreins souvent ornés de colonnes en encorbellement, et des frises sculptées en couronnement, les murs extérieurs sont souvent composés de pierres en gros appareil dans une muralité assumée. À l’intérieur, ses églises suivent souvent un schéma composé d’une nef à voûtes d’arêtes ou nervurées, généralement ogivales. Les collatéraux, lorsqu’ils existent, sont souvent voûtés en berceau transversal, un dispositif ancien qui permet de contrebuter efficacement la nef tout en ouvrant des fenêtres hautes dans les murs latéraux. Les colonnes ou piliers séparant la nef des bas-côtés sont souvent massifs et sombres sur des bases plus claires. Les chapiteaux adoptent des formes variées, dans un foisonnement ornemental inspiré de styles variés. Les murs sont presque toujours recouverts de peintures au pochoir avec des motifs simples répétés mais parfois des peintures plus travaillées.

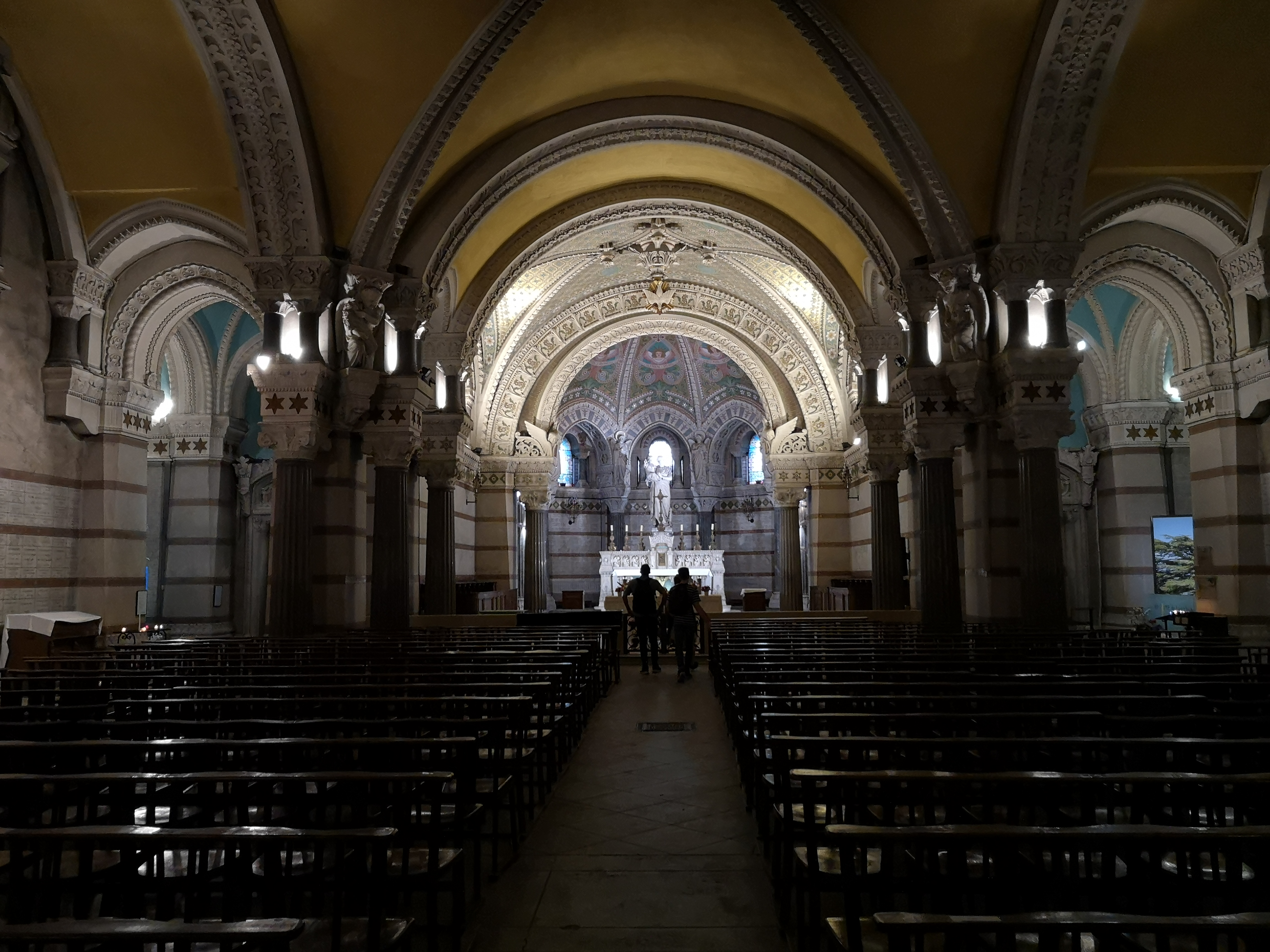
Crypte Basilique de Fourvière, voûtes d'ogive dans la nef et berceaux transversaux dans les bas côtés
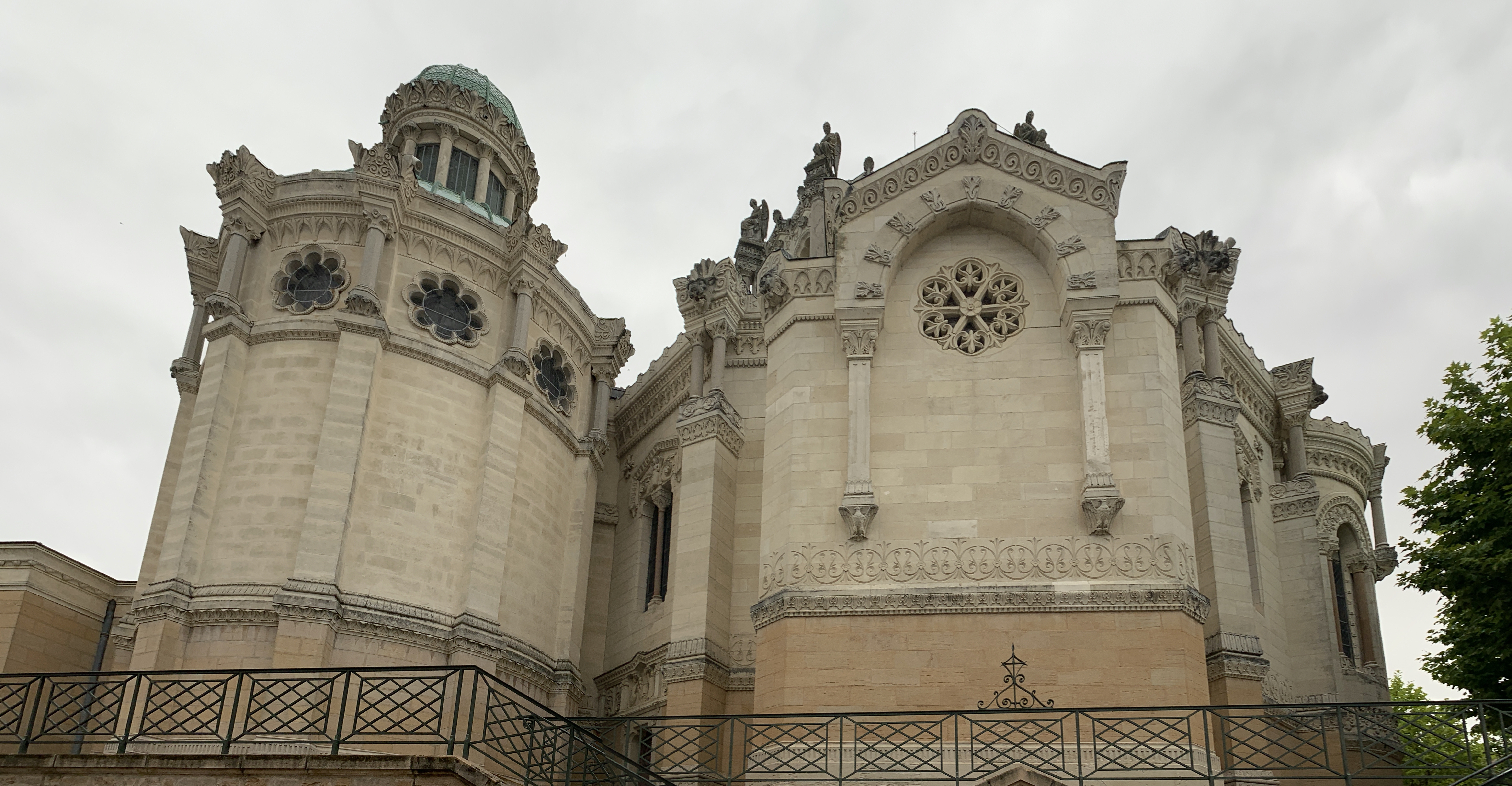
Transept de la basilique d'Ars, murs en pierre de taille
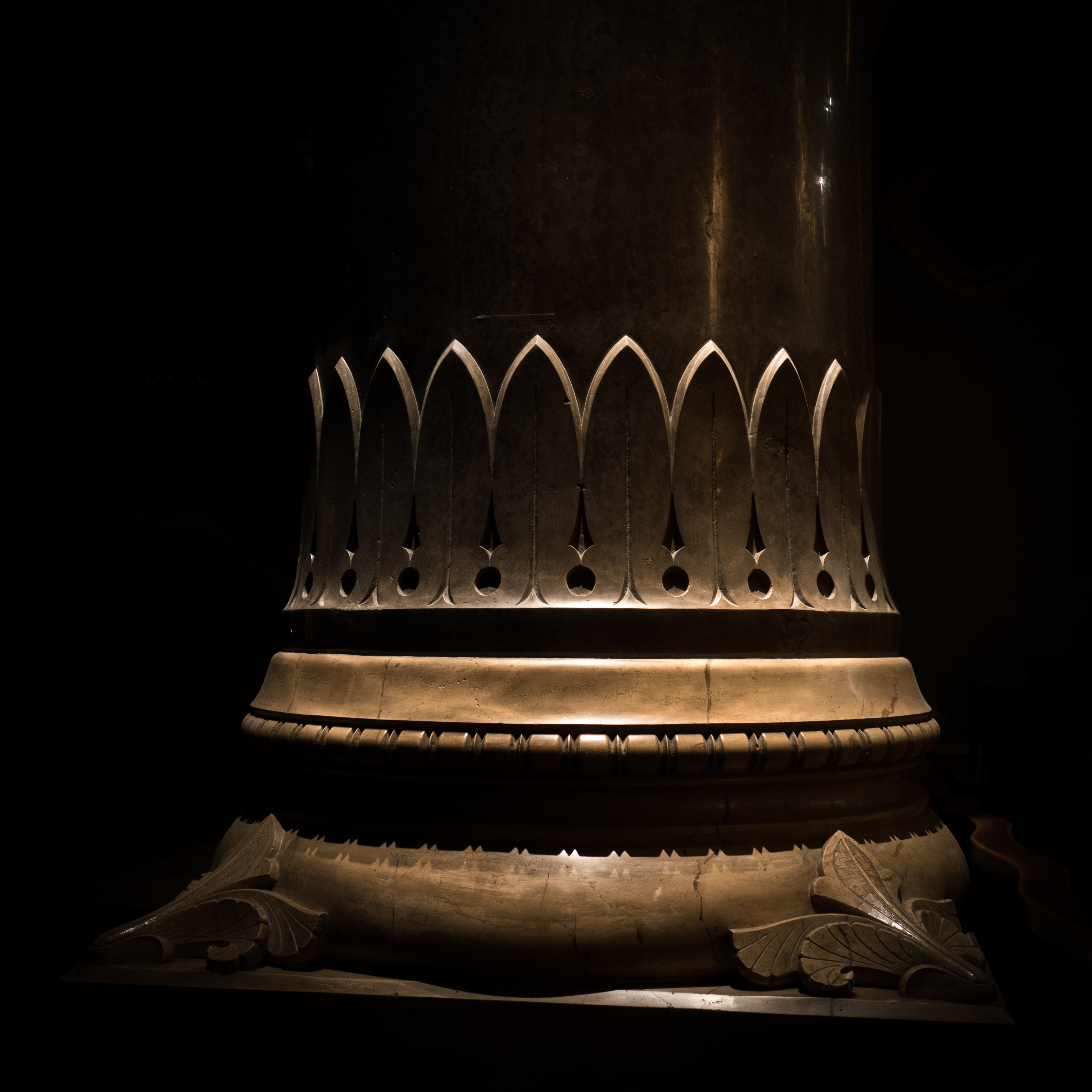
Base de colonne, église Notre-Dame-du-Rosaire
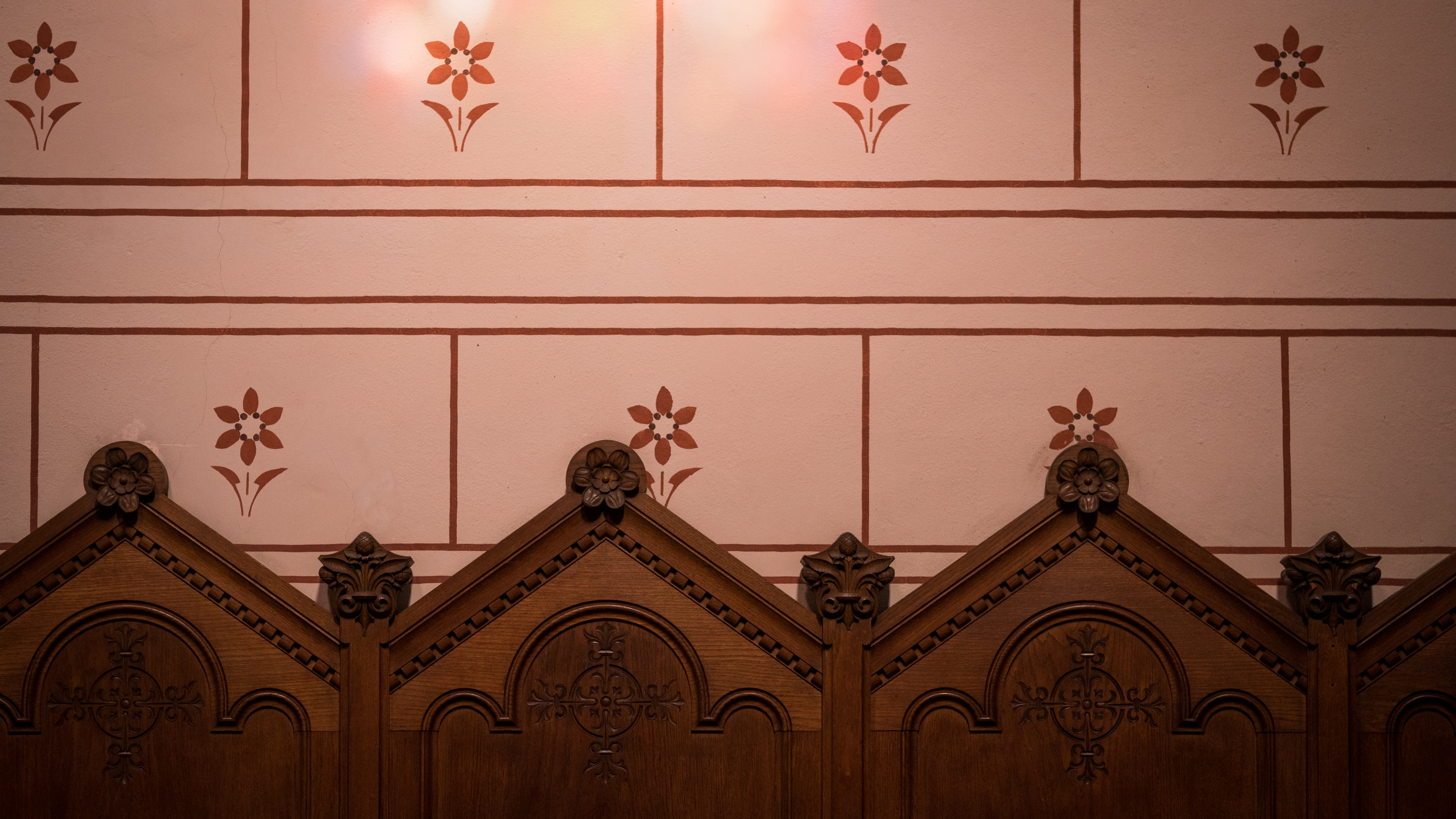
Peintures au pochoir, chœur de l'église Notre-Dame-du-Rosaire

## Œuvres (dans l'ordre chronologique)
Voici une liste qui se veut exhaustive des différentes œuvres réalisées par Pierre Bossan. Il est de notoriété publique que ces œuvres n’ont pas été réalisées par lui seul, mais avec la collaboration des architectes et artisans qu’il a formés au cours de sa carrière. La liste s'appuie principalement sur celle de Félix Thiollier et du diocèse de Lyon.
- 1839-1842 : Église Saint-Joseph à Tassin-la-Demi-Lune rasée en 1971 pour laisser place à l'autoroute.
- 1845-1870 : Église Saint-Georges de Lyon en collaboration avec Louis-Antoine-Maurice Bresson
- 1849 : Restauration de la Collégiale Notre-Dame d'Espérance à Montbrison, avec l'aide du sculpteur Guillaume Bonnet[16]
- 1852 : Mobilier liturgique de l'église Saint-Polycarpe de Lyon.
- 1853-1866 : Église Notre-Dame de Valfleury[17]
- 1854-1865 : Couvent de la Visitation Sainte-Marie de Fourvière à Lyon[18]
- 1854-1859 : Église paroissiale Saint-Pierre à Mornant
- 1855-1858 : Église Saint-Irénée à Bessenay
- 1855 : Maison Blanchon, quai Fulchiron, Lyon : maison de style mauresque, statue d'angle de Joseph-Hugues Fabisch[19]
- 1855-1876 : Église Saint-Maurice de Couzon-au-Mont-d'Or[20]
- 1856-1859 : Église de l'Immaculée-Conception de Lyon
- 1857-1861 : Église Sainte-Polycarpe de Bully[21]
- 1857-1877 : Église Saint-Julien de Régny[22]
- 1859 : Petit séminaire de Meximieux, aujourd'hui la mairie de Meximieux
- 1859-1860 : Église Saint-Martin de Nandax[23]
- 1859-1865 : Église Saint-Jean-Baptiste de Neulise
- 1860-1891 : Église Notre-Dame de Valence elle sera modifiée par touches jusqu'à la réalisation du clocher par Joannis Rey
- 1861-1889 : Chapelle Saint-Thomas-d'Aquin de l'école éponyme à Oullins
- 1862 : Église de La Mulatière (démolie en 1978)[24]
- 1862-1898 : Basilique d'Ars, Ars-sur-Formans
- 1862-1863 : Abbaye Notre-Dame-des-Dombes
- 1863 : Maison de Paul Borel au no 4 place des Jacobins à Lyon[25]
- 1863-1869 : Chapelle Notre-Dame-du-Chêne[26]
- 1863-1865 : Église Sainte-Anne de Lyon. Inachevée, elle est fermée au culte en 1938 et détruite en 1939[27]
- 1863 : Monastère des religieuses de la retraite à Fourvière, connu aujourd'hui sous le nom : Maison Thérèse Couderc -le Cénacle
- 1864-1877 : Église Saint-Maurice, Échallon[28]
- 1865-1877 : Basilique Saint-Régis, Lalouvesc : ouverture en 1871
- 1865-1870 : Chapelle des frères dominicains de Coublevie
- 1866-1867 : Chapelle Notre-Dame-de-la-Roche aux Sauvages
- 1866 : Chapelle funéraire de la famille Million-Servier au cimetière de Loyasse[29]
- 1867-1895 : Église Saint-Jean-Apôtre de Régnié-Durette
- 1868-1878 : couvent Saint-Lazare et Église Notre-Dame-du-Rosaire des Dominicains de Marseille[30]
- 1869-1875 : Hôpital Saint-Luc de Lyon en collaboration avec Charles-Marie Franchet
- 1872-1896 : Basilique Notre-Dame de Fourvière la basilique est inaugurée en 1896. Pierre Bossan aurait commencé les esquisses de son projet dès 1846 alors qu'il séjournait à Palerme et développe les plans en 1850 alors qu'il est à Rome[31]
- 1872-1881 : Église d'Aouste-sur-Sye dans la Drôme en collaboration avec Joannis Rey[32]
- 1873-1876 : chapelle saint Anthelme de Chignin pour les Chartreux en collaboration avec Joannis Rey
- 1873 : Église Saint-Sébastien à La Bégude-de-Mazenc
- 1873 : Chapelle du Couvent des Capucins de Crest[33]
- 1873 : Chapelle des sœurs trinitaires de Valence en collaboration avec Joannis Rey
- 1874-1878 : Église Saint-Jean-Baptiste de Grane en collaboration avec Joannis Rey[34]
- 1875-1877 : Chapelle des petites sœurs de pauvres de Valence (lourdement modifiée en 1971)[35]
- 1875-1878 : Église Saint-Martin d'Oullins en collaboration avec Antoine-François Bourbon[36]
- 1876 : Église Saint-Sébastien de Pradelle[15]
- 1876-1889 : Église de Crépol en collaboration avec Joannis Rey[37]
- 1876-1878 : Église Saint-Gervais de Saint-Gervais-sur-Roubion
- 1877 : Église Notre-Dame de Thizy en collaboration avec Louis Sainte-Marie Perrin
- 1877 : Monastère des dominicaines de Delle[38](devenu une usine)
- 1881 : Restauration de l'église Notre-Dame-de-l'Assomption de La Ciotat, les travaux commenceront après sa mort

## Galerie

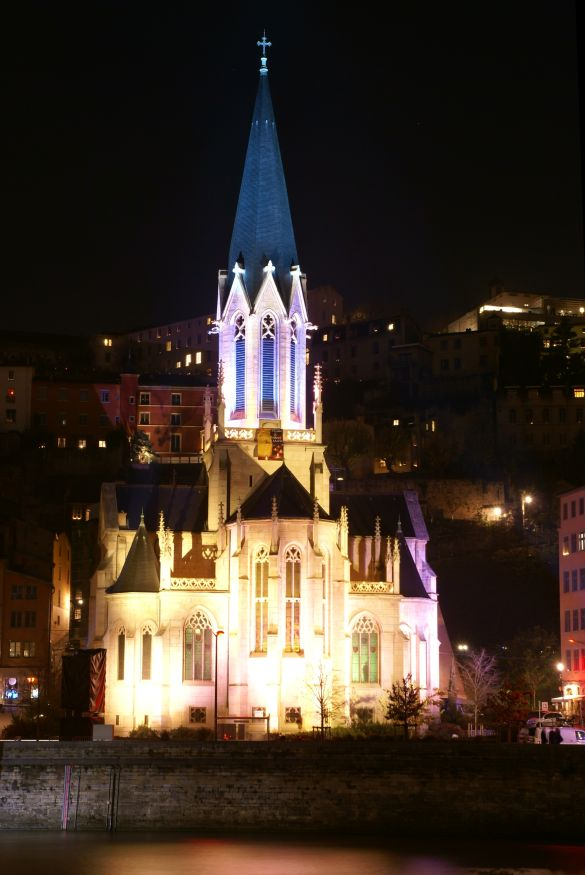
Église Saint-Georges de Lyon
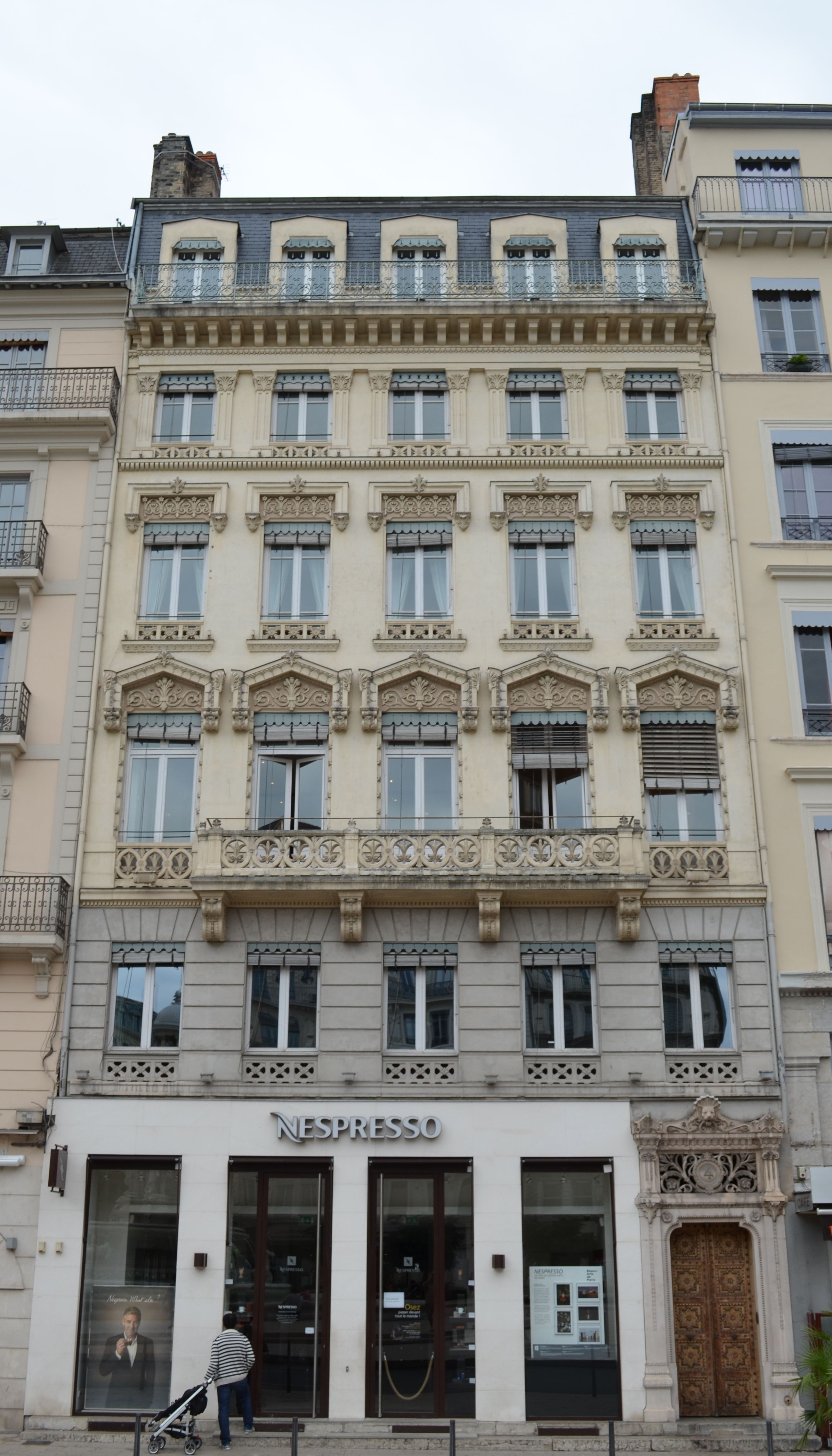
Immeuble au no 4 place des Jacobins à Lyon, maison du peintre Paul Borel.
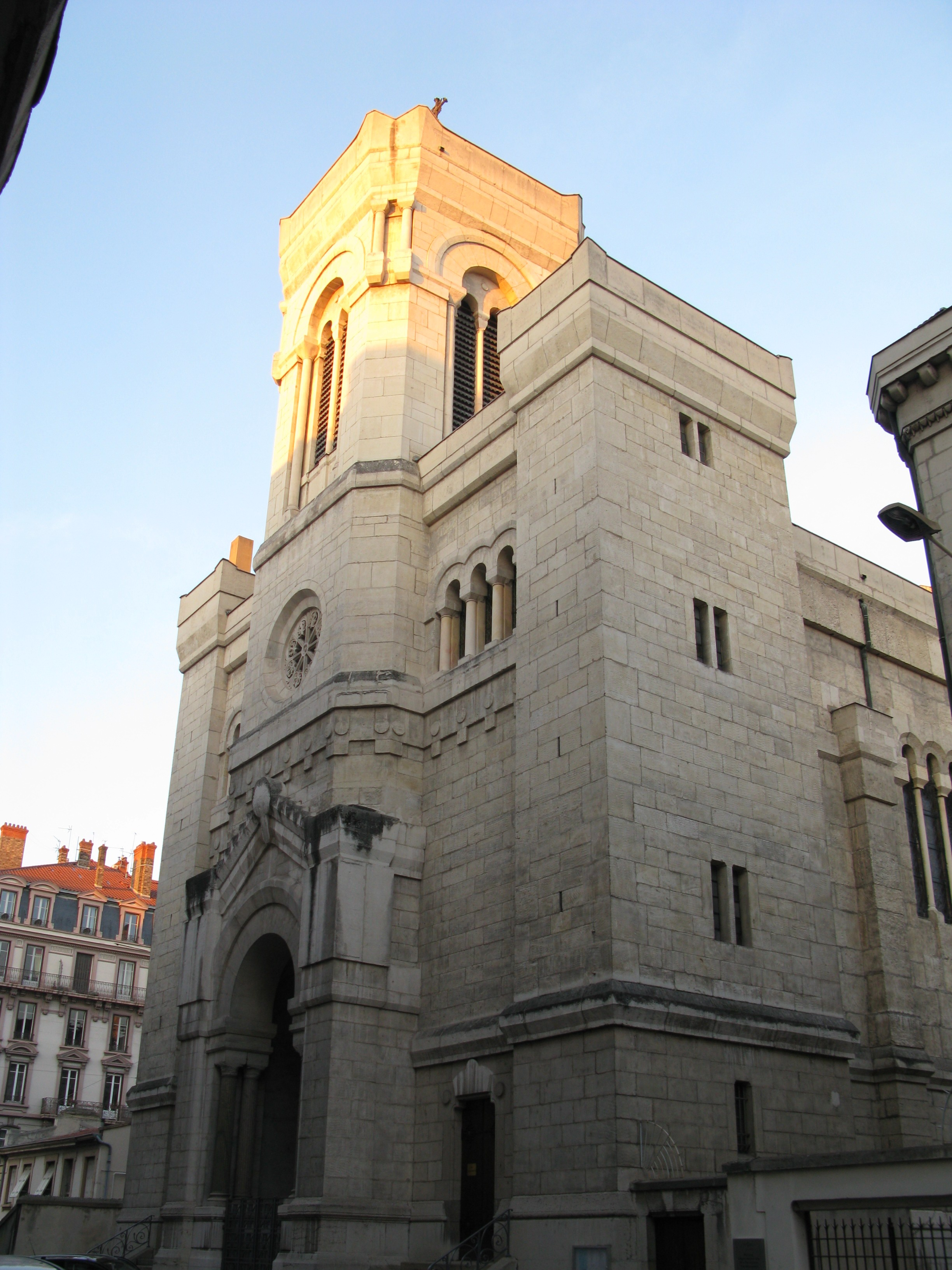
Église de l'Immaculée-Conception de Lyon
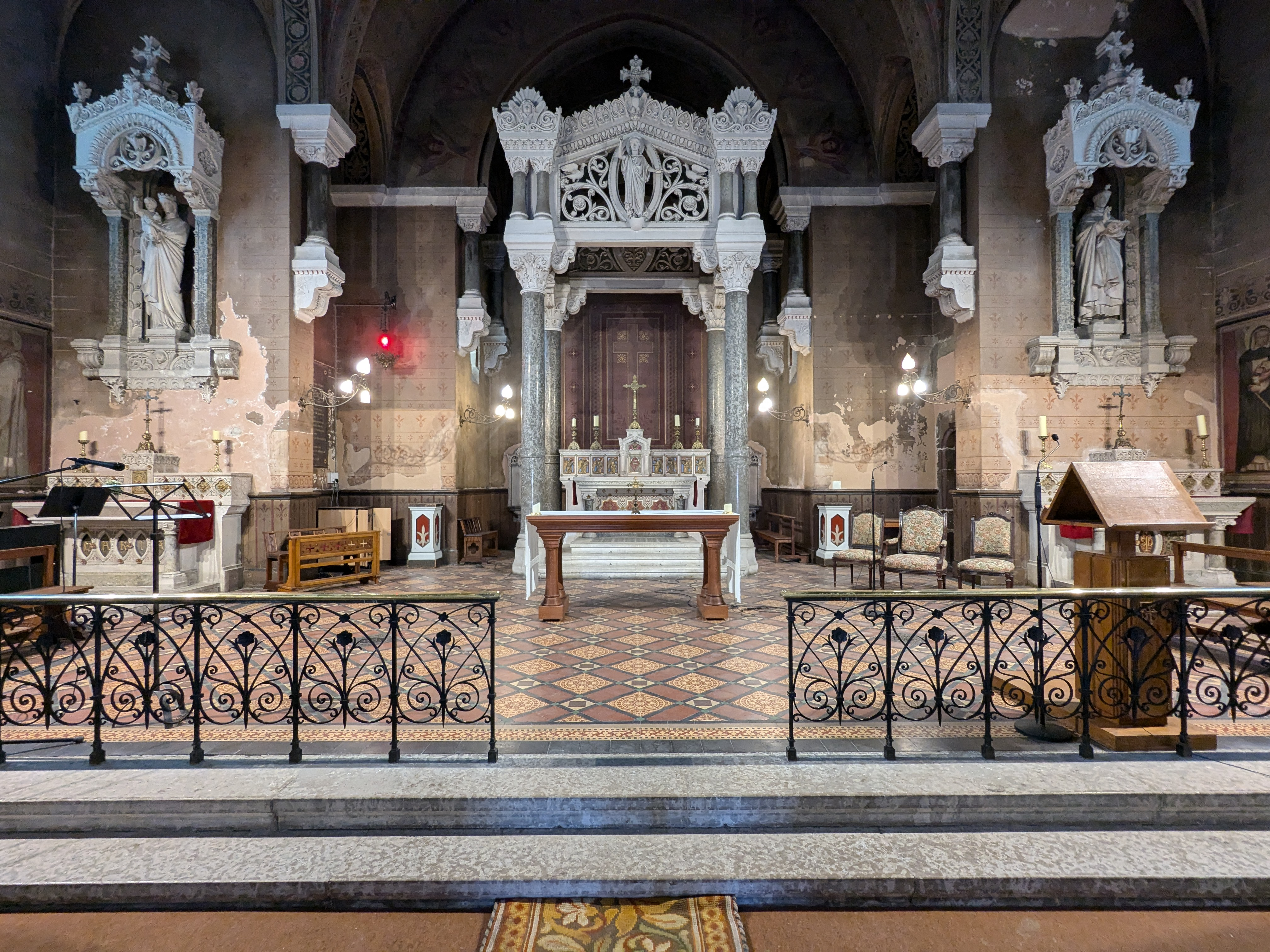
Chœur de la Chapelle Saint-Thomas-d'Aquin d'Oullins
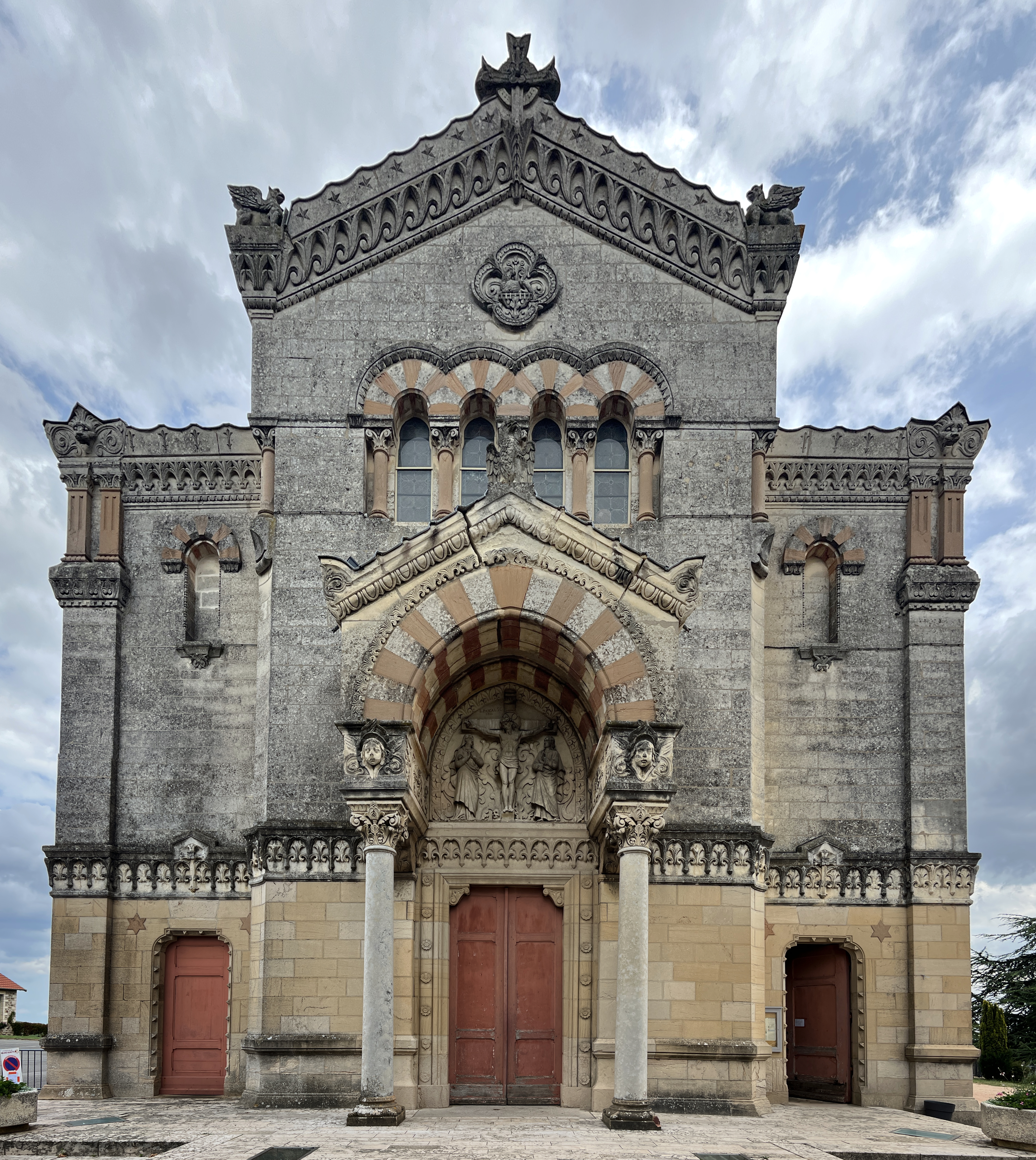
Église Saint-Jean-Apôtre de Régnié-Durette

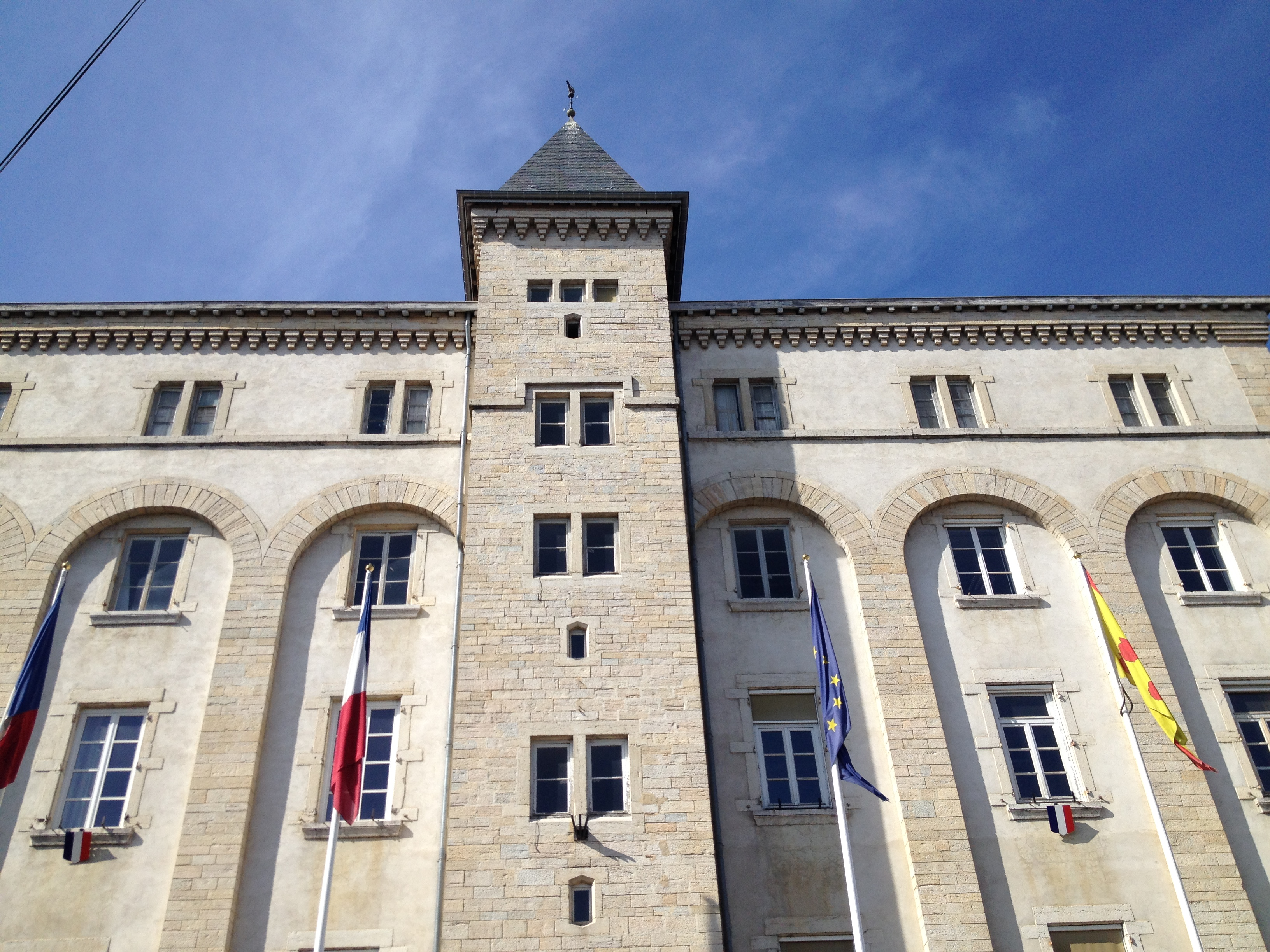
Ancien petit séminaire de Meximieux (aujourd'hui mairie)
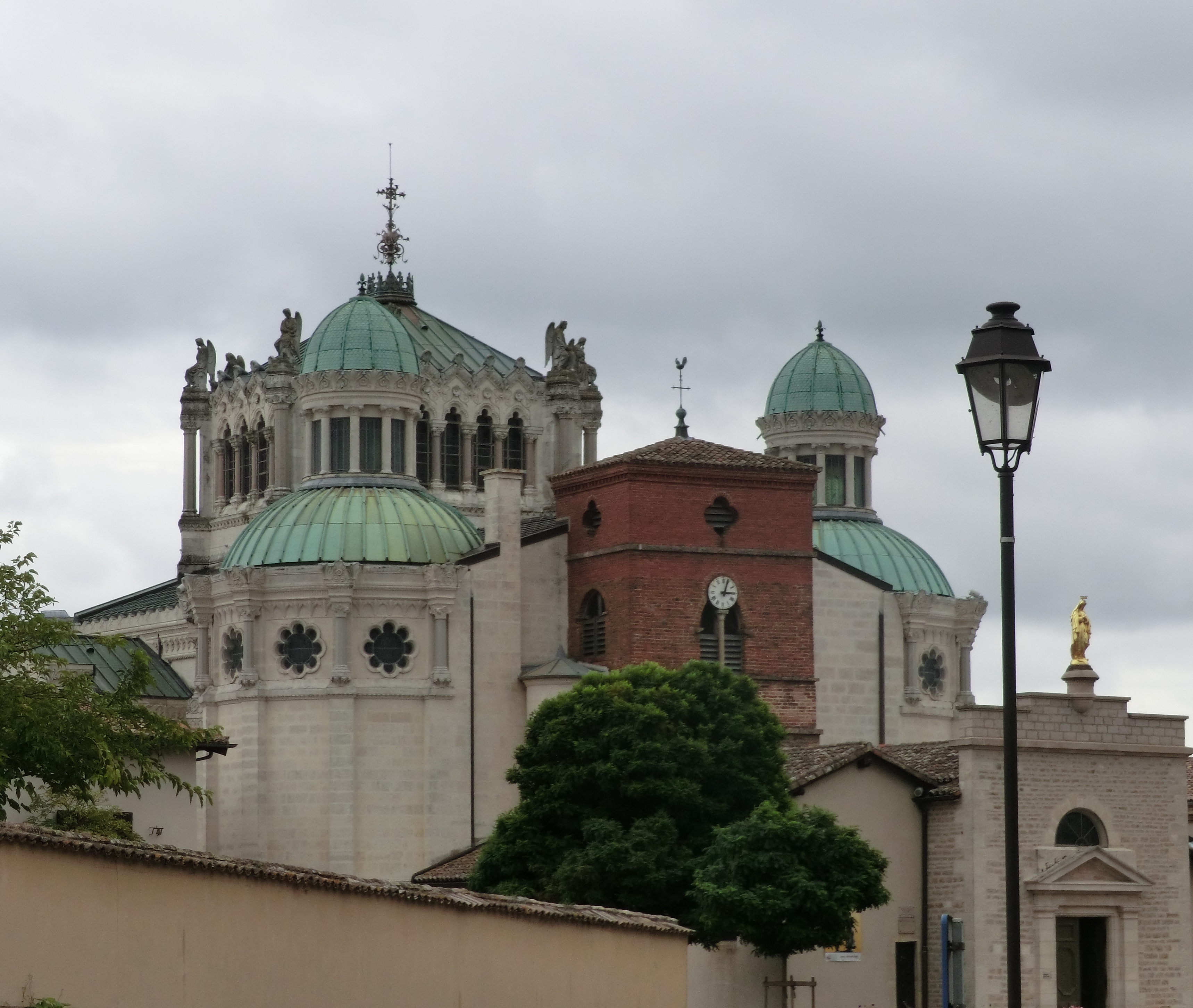
Basilique d'Ars
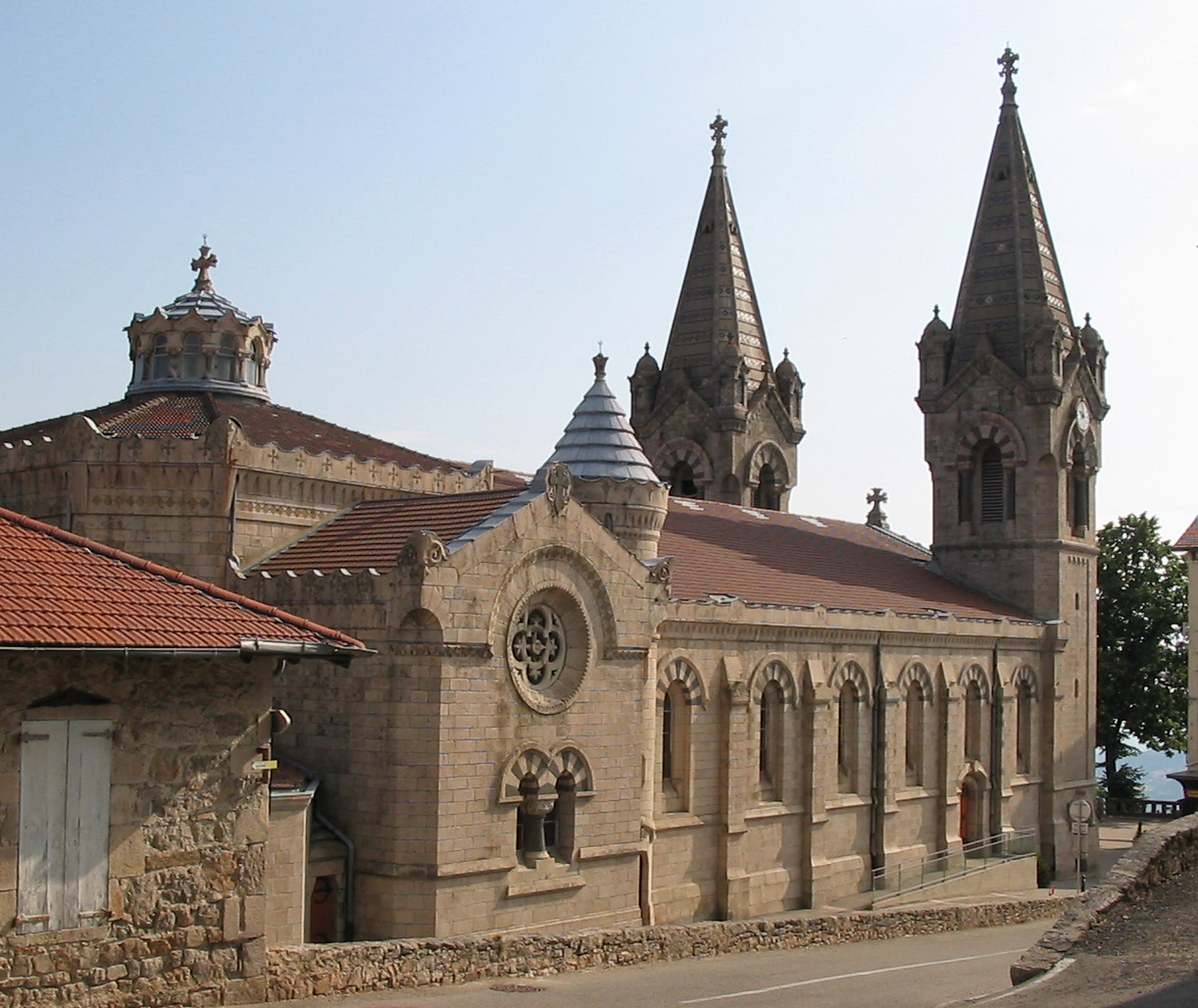
Basilique Saint-Régis de Lalouvesc
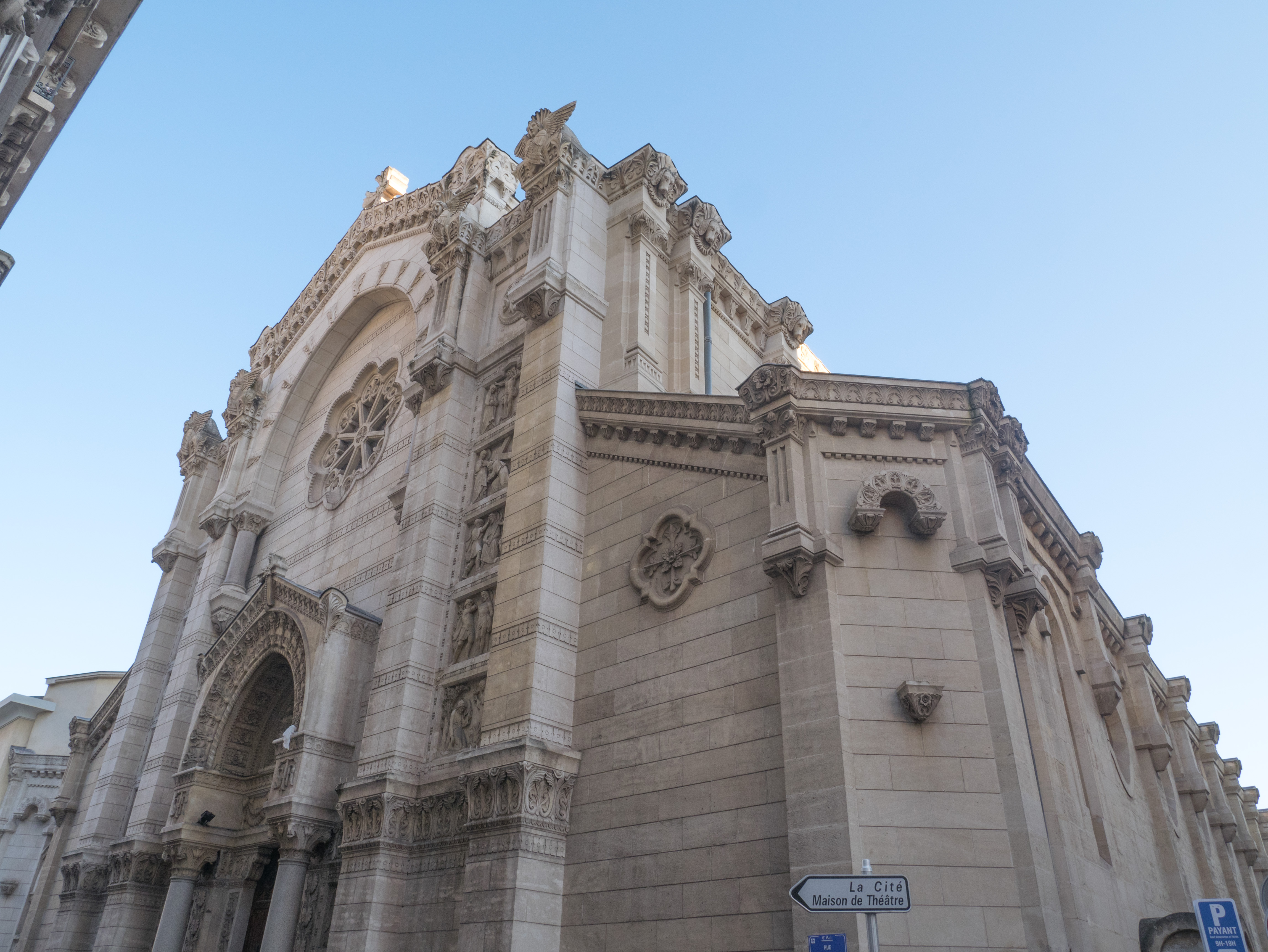
Église Notre-Dame-du-Rosaire de Marseille
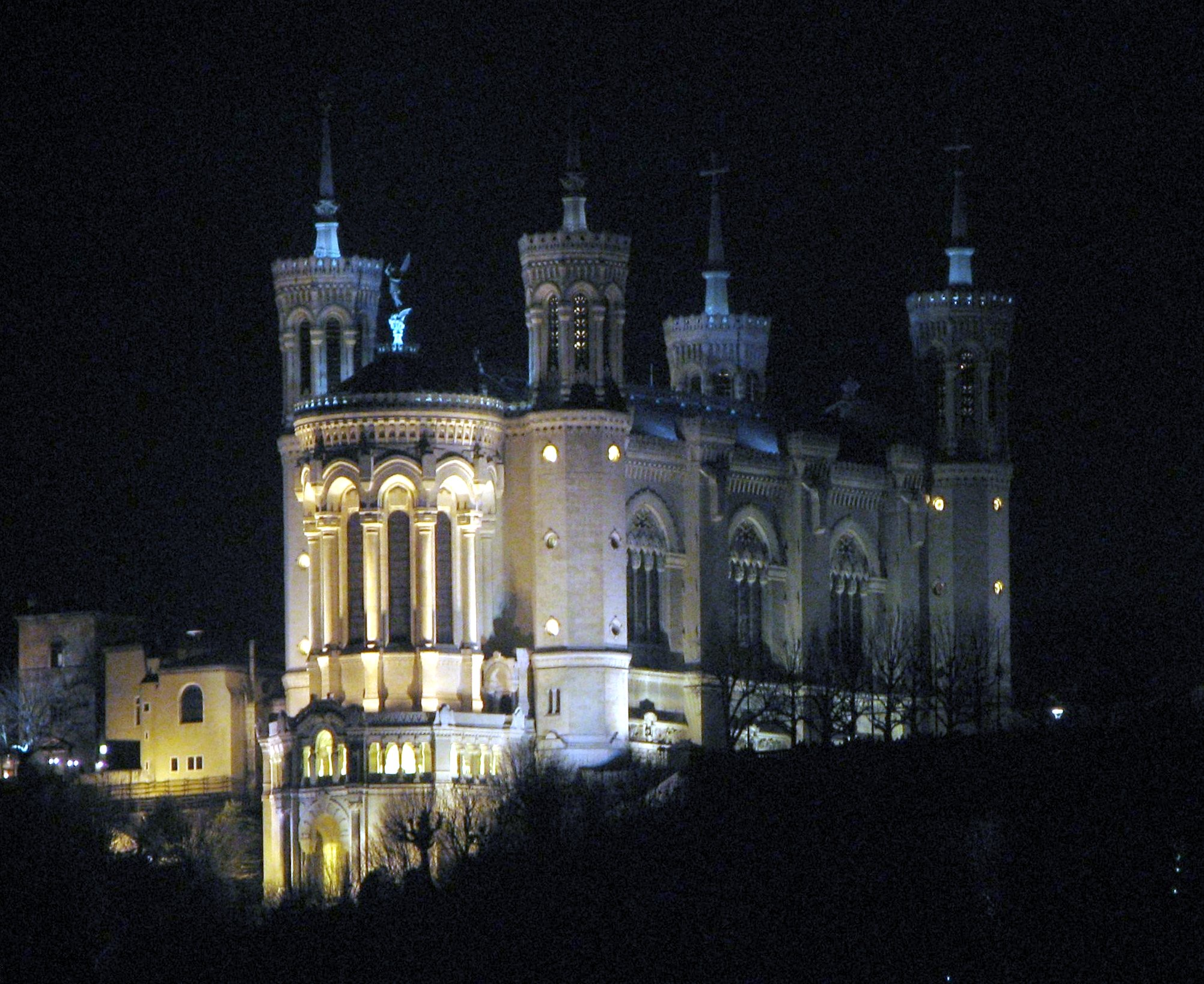
Basilique Notre-Dame de Fourvière de Lyon